# Gaarden-Ost
Gaarden-Ost ist ein Stadtteil von Kiel am Ostufer der Kieler Förde. Gaarden-Ost hat 19.449 Einwohner (Stand: 31. März 2024).
Dieser Artikel behandelt den statistischen Stadtteil. Im Volksmund werden Gaarden-Ost und Gaarden-Süd meist zusammenfassend als Gaarden bezeichnet. Daher finden sich alle nicht-statistischen Informationen im Artikel Gaarden.

## Bekannte Orte
- Hörnbrücke, Faltbrücke über die Hörn
- Norwegenkai, Hafenkai und Fährterminal
- ThyssenKrupp Marine Systems (TKMS, früher HDW), größte deutsche Werft

## Wirtschaft und Infrastruktur

### Bildung
- Fröbelschule (Grundschule)
- Gemeinschaftsschule am Brook
- Hans-Christian-Andersen-Schule (Grundschule)
- Hans-Geiger-Gymnasium
- Jugendverkehrsschule
- Regionales Berufsbildungszentrum Technik
- Musikschule Kiel
- Technische Fakultät der Christian-Albrechts-Universität zu Kiel

### Plätze
- Alfons-Jonas-Platz
- Bahide-Arslan-Platz
- Ida-Hinz-Platz
- Vinetaplatz (Stadtteilzentrum)

### Sport
- Baukampfbahn
- Blaschkesportplatz
- Coventryhalle
- Coventryplatz
- Freibad Katzheide
- Gdyniahalle
- Hans-Mohr-Platz
- Hein-Dahlinger-Halle
- Iltishalle
- Rollschuhbahn
- Tennisplatz

### Öffentliche Einrichtungen
- Geschäftsstelle der Sozialversicherung für Landwirtschaft, Forsten und Gartenbau (SVLFG)
- Zoll

### Religion
Ende 2019 hatte Gaarden-Ost 18.588 Einwohner davon 21,0 % evangelisch, 5,3 % katholisch und 73,7 % hatten entweder eine andere Religionszugehörigkeit oder waren konfessionslos.
- Moscheen
- St.-Johannes-Kirche (ev.luth.)
- St.-Josef-Kirche (kath.)
- St.-Markus-Kirche (ev.-luth.)
- St.-Matthäus-Kirche (ev.-luth.)
- Synagoge

### Wirtschaft
- Halle400 (Veranstaltungshalle)
- ThyssenKrupp Marine Systems (tkMS)
- Jugendherberge
- Kieler Verkehrsgesellschaft

## Verkehr
- Bahnstrecke Kiel Süd–Schönberger Strand